# Pinal de Amoles
Pinal de Amoles là một đô thị thuộc bang Querétaro, México. Năm 2005, dân số của đô thị này là 25325 người.